# Народна Біблія
Народна Біблія — збірка міфів, легенд і сюжетів білоруської, та слов'янської міфології яка, також, є неканонічним доповненням оригінального Святого Письма і пояснює історію появи багатьох природних явищ за допомогою їх опису через призму магічних та міфологічних істот. У ній також докладніше розповідається про самих міфологічних істот і божеств.  В основному — язичницьких. 
Народна Біблія може сприйматися як частина білоруської міфології, проте, в реальності — подається відокремлено. Між тим, як література на міфологічну тематику вона містить тільки власні язичницькі дохристиянські події і явища.